# Władysław Wróblewski
Władysław Wróblewski (21. března 1875 Krakov – 19. srpna 1951 Lodž) byl polský právník, politik a diplomat, poslední předseda vlády Polského království.

## Život
Narodil se v šlechtické rodině, v části Polska, která byla součástí Rakousko-Uherska. Vystudoval právnickou fakultu Jagellonské univerzity, kde v roce 1897 získal doktorát. V letech 1900–1912 pracoval ve státních službách, nejprve ve Lvově jako úředník c. k. správy, od roku 1910 jako zástupce c. k. správy na radnici v Krakově. V letech 1908–1918 byl mimořádným profesorem správního práva na Jagellonské univerzitě. V roce 1917 rezignoval na nabízenou řádnou profesuru a rozhodl se přestěhovat do Varšavy, která byla tehdy metropolí loutkového státu, který na okupovaných polských územích vyhlásili Němci, a který je znám jako Polské království.
Tam přijal místo v prezidiu regentské rady. Od 19. ledna 1918 byl vedoucím prezidentského úřadu Polského království, od 4. do 17. listopadu 1918 stál v čele vlády a ministerstva zahraničních věcí Polského království. S největší pravděpodobností byl autorem tzv. "francouzského návrhu" nové polské ústavy, který se stal jádrem pozdější březnové ústavy.
Po vzniku druhé polské republiky se stal náměstkem ministra zahraničí ve vládě Jędrzeje Moraczewského. V roce 1920 byl místopředsedou polské delegace na mírové konferenci v Minsku, kde byl dojednáván mír s Ruskem. Od 15. března 1921 do 9. listopadu 1922 byl polským velvyslancem v Londýně a od 10. listopadu 1922 do 13. října 1925 polským velvyslancem ve Washingtonu. Během svého pobytu ve Spojených státech se na pozvání Stefana Mierzwy stal předsedou stipendijního výboru nově založené Kościuszkovy nadace a respekt, kterému se těšil mezi polskou emigrantskou komunitou, pomohl při získávání finančních prostředků na první stipendia.
Po květnovém převratu v roce 1926 byl nakrátko odstraněn z politiky. Věnoval se žurnalistice, byl šéfredaktorem listu Gazeta Poznańska i Pomorska. Nový sanační režim ho ale nakonec odměnil, když ho roku 1926 jmenoval prezidentem Polské národní banky. Tuto funkci zastával až do roku 1936. V roce 1937 odešel do důchodu a zároveň přijal vedlejší úvazek na Škole politických věd ve Varšavě, kde přednášel až do vypuknutí války v roce 1939.
Léta okupace strávil ve Varšavě. Po vypuknutí Varšavského povstání (1944) byl deportován do tranzitního tábora v Pruszkówě. Po válce mu byl zakázán návrat do Varšavy a usadil se v Lodži, kde se stal jedním ze zakladatelů vznikající Lodžské univerzity. Byl prvním vedoucím katedry státu a práva na tehdejší Právnické a ekonomické fakultě nové univerzity.
V roce 1911 se oženil s klavíristkou Zofií Obtułowiczovou, absolventkou konzervatoře ve Lvově. Pár měl tři děti: Ferdinanda, Marii a Adama (který později zahynul v koncentračním táboře Osvětim).